# إستر رول
إستر رول (بالإنجليزية: Esther Rolle) هي راقصة وممثلة أمريكية، ولدت في 8 نوفمبر 1920 في الولايات المتحدة، وتوفيت بنفس المكان في 17 نوفمبر 1998.

## أعمال

### أفلام
- (1989) توصيل الآنسة دايزي[6]

## وصلات خارجية
- إستر رول على موقع IMDb (الإنجليزية)
- إستر رول على موقع ألو سيني (الفرنسية)
- إستر رول على موقع تيرنر كلاسيك موفيز (الإنجليزية)
- إستر رول على موقع أول موفي (الإنجليزية)
- إستر رول على موقع قاعدة بيانات برودواي على الإنترنت (الإنجليزية)
- إستر رول على موقع قاعدة بيانات الأفلام السويدية (السويدية)
- إستر رول على موقع إن إن دي بي (الإنجليزية)
- إستر رول على موقع قاعدة بيانات الفيلم (الإنجليزية)
- إستر رول على موقع كينوبويسك (الروسية)